# Panzertriebwagen 16

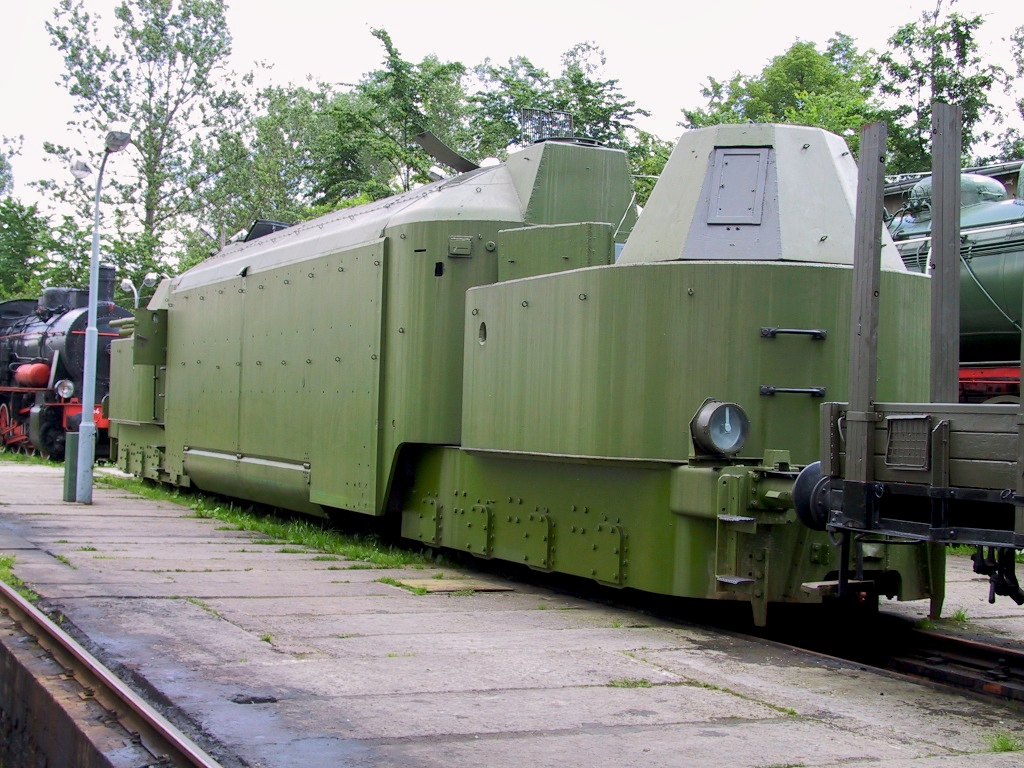
PzTrWg16 w skansenie taboru kolejowego w Chabówce (2001)

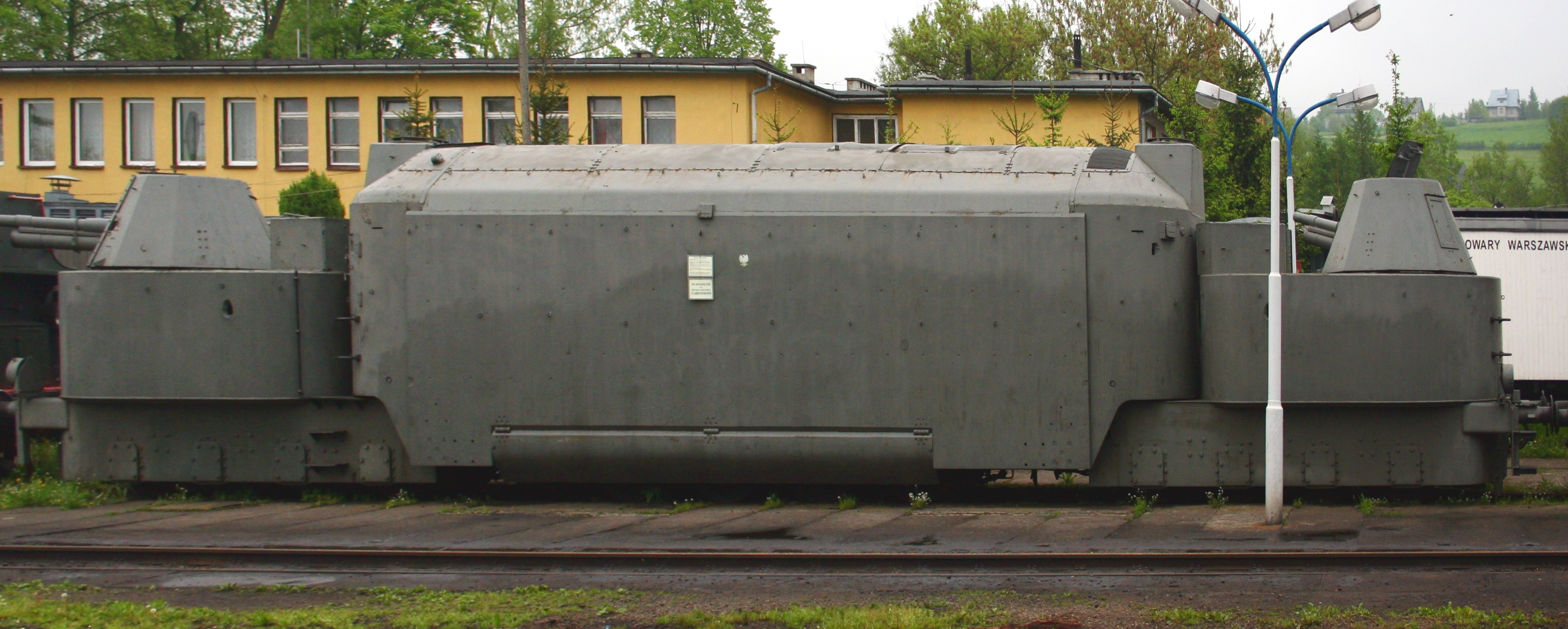
PzTrWg16 w skansenie taboru kolejowego w Chabówce (2008)

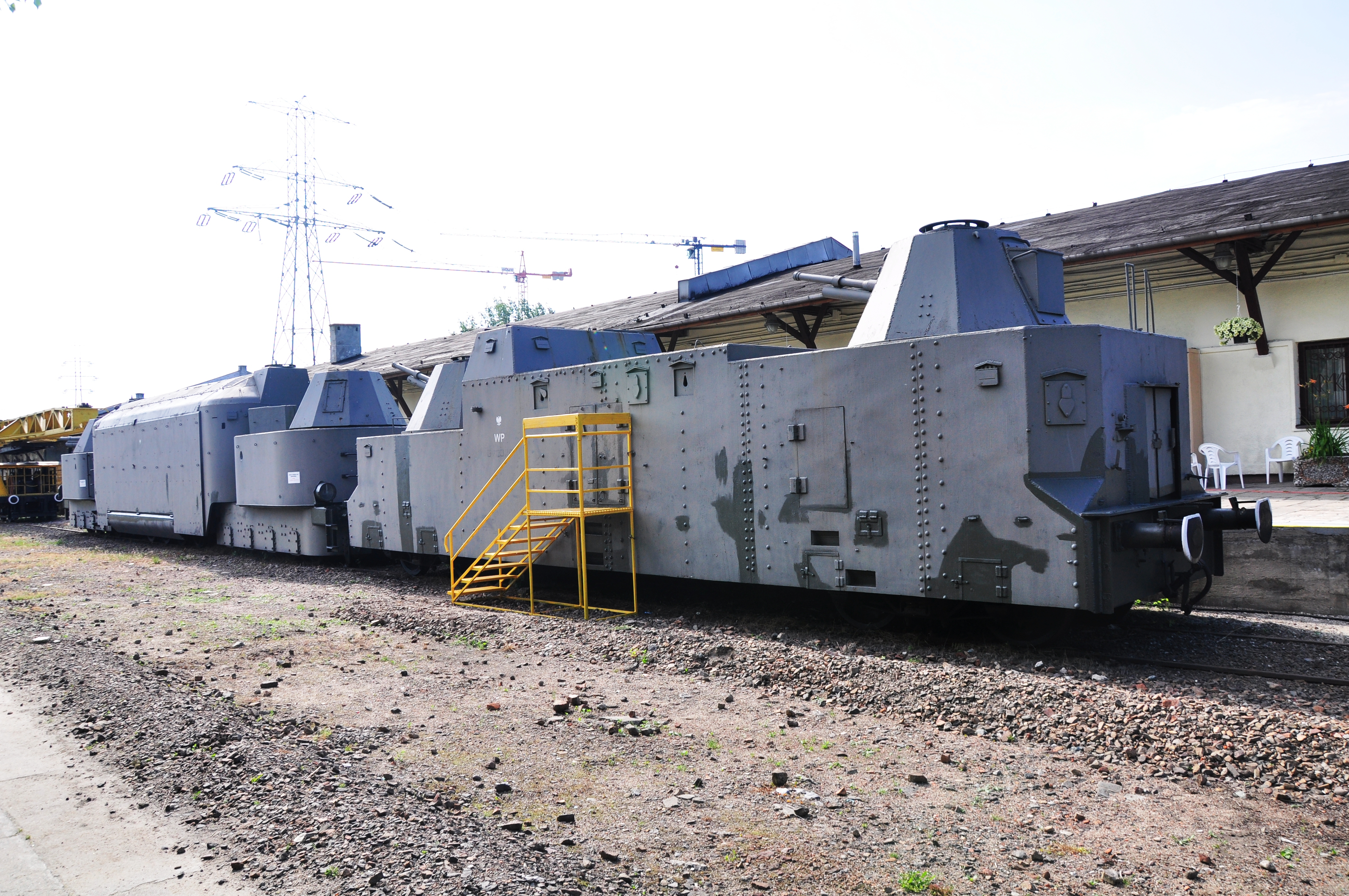
PzTrWg16 w Muzeum Kolejnictwa w Warszawie (2010)

Panzertriebwagen Nr 16 (skrót PzTrWg 16 lub PT 16) – niemiecki ciężki pancerny wagon motorowy, napędzany silnikiem Diesla o mocy 550 koni mechanicznych z przekładnią hydrauliczną Voith, wyprodukowany przez niemiecką firmę Berliner Maschinenbau-Actien-Gesellschaft vormals L. Schwartzkopff dla Wehrmachtu w 1942 roku. 

## Opis
Powstał na bazie lokomotywy spalinowej do pociągów pancernych typu WR 550 D14, obudowanej następnie pancerzem i wyposażonej w dwa dodatkowe opancerzone człony ze stanowiskami artyleryjskimi, na dwóch końcach jednostki. Były one uzbrojone początkowo w dwa 20 milimetrowe działka przeciwlotnicze – 2 cm Flakvierling 38, które po modyfikacji pancernych członów, zastąpione zostały wieżami artyleryjskimi uzbrojonymi w radzieckie armaty 76,2 mm FK 295/1 (takimi jak w niemieckich pociągach pancernych typu BP-42). Grubość pancerza Panzertriebwagen 16 wynosiła od 31 do 84 milimetrów, długość 22,5 metra, szerokość 3,20 metra. Pojazd ten o ciężarze 200 ton był najcięższym pojedynczym szynowym pojazdem pancernym. Zbudowano tylko jeden egzemplarz, który walczył na froncie wschodnim II wojny światowej. 

## Historia
W roku 1943 PzTrWg 16 był bronią rezerwową, której używano do patrolowania terenów zagrożonych przez partyzantów. Wiosną i latem 1944 roku był na wyposażeniu Grupy Armii Środek. Brał udział między innymi w walkach pod Rawą Ruską i Lublinem. Następnie wycofany do Radomia po przesunięciu frontu na zachód. Od sierpnia do września 1944 roku działał na odcinku Kielce patrolując linie kolejowe do Krakowa, Skarżyska i Radomia. Po rozpoczęciu ofensywy zimowej przez Armię Czerwoną – PzTrWg 16 walczył w rejonie Kielc. Po kolejnej ofensywie został wycofany przez Olkusz – Jaworzno – Szczakową do Gliwic w celach remontowych. Do gruntownego remontu doszło jednak w Niemczech. W kwietniu 1945 roku PzTrWg 16 brał udział w walkach pod Neuruppin. W dniach 1–2 maja 1945 roku nieuszkodzony został zdobyty pod Neustadt (Dosse).
Po zakończeniu II wojny światowej w pełni opancerzony jako zdobycz wojenna służył w Wojsku Polskim w składzie jednostki wojskowej Nr 4194. W rejonie Bieszczadów służył do ubezpieczania szlaków komunikacyjnych oraz utrzymywania łączności operacyjnej z oddziałami znajdującymi się w terenie. W latach 1945–1947 komendantem pociągu był kapitan Marian Jarosz. Po utworzeniu we wrześniu 1944 roku I Rejonu Służby Ochrony Kolei (SOK), a następnie II Rejonu wojsko polskie używało tego pociągu do ochrony linii kolejowych na odcinku Sanok – Zagórz – Olszanica – Komańcza. 
W tym okresie Panzertriebwagen 16 wchodził w skład polskiego pociągu pancernego. Umieszczony był w środku składu, przed którym i za którym znajdowały się po trzy wagony bojowe oraz wagon gospodarczy i ochronny. Każdy wagon miał przedziały bojowe, w których umieszczone były działka i karabiny maszynowe. Grube stalowe blachy oraz worki z piaskiem stanowiły dodatkowe zabezpieczenie ścian wagonów. Pociąg posiadał wewnętrzny system łączności. Jego zaletą była możliwość szybkiego przemieszczania się z miejsca na miejsce, duża siła ognia oraz dobrze wyszkolona załoga. W pociągu znajdowały się także narzędzia do naprawy uszkodzonych torów. Posługiwała się nimi drużyna techniczna, złożona z najlepszych specjalistów od prac montażowych i remontowych. W razie potrzeby jego załoga mogła spełniać rolę desantu, udzielać wsparcia ogniowego lub organizować samodzielne akcje. 
Pociąg ten pełnił służbę w Bieszczadach do końca 1947 roku walcząc z oddziałami Ukraińskiej Powstańczej Armii (UPA), ochraniał szlaki kolejowe oraz punkty głosowania podczas referendum z 30 czerwca 1946 roku i wyborów do Sejmu Ustawodawczego w dniu 19 stycznia 1947 roku. Pociąg brał udział między innymi w walkach z UPA w dniach 19–20 marca 1946 roku na odcinku Szczawne – Mokre – Czaszyn. W dniach 9–10 maja 1946 roku stoczył kilka potyczek z połączonymi sotniami Bira, Stacha i Chrynia, operującymi na szlaku kolejowym Załuż – Ustjanowa – Olszanica, oraz ochraniał placówki SOK w Stefkowej i Rzepedzi.
Po wojnie pociąg został wykorzystany w filmie Jarzębina czerwona. Następnie stał na bocznicy kolejowej w Przemyślu, a ostatecznie znalazł miejsce w Muzeum Kolejnictwa w Warszawie (czasowo był eksponowany w skansenie taboru kolejowego w Chabówce).